# Gurmukhi
La gourmoukhî, gourmoukhi ou gurmukhi (ਗੁਰਮੁਖੀ (gurmukhī), prononcé : /ɡʊɾmʊkʰi/) est l'alphasyllabaire le plus utilisé en Inde pour écrire le pendjabi. Elle est dérivée de l'écriture landa et a été fixée par le deuxième guru sikh, Angad, au XVIe siècle. Le Guru Granth Sahib, livre saint du sikhisme, est entièrement écrit en gurmukhi.
Le nom « gurmukhi » vient du pendjabi « gurumukhī » signifiant « de la bouche du Guru ».
L'alphasyllabaire moderne compte 41 consonnes (vianjan), 9 symboles de voyelles (lāga mātrā), 2 symboles de nasalisation (bindī et ṭippī) et un symbole doublant le son d'une consonne (addak). À cela s'ajoutent les symboles souscrits des consonnes rara, haha et vava ainsi qu'un demi-symbole de yayya.
La gurmukhi est principalement utilisée dans l'État indien du Pendjab, où elle est la seule écriture officielle. La gurmukhi est également utilisée en Haryana, en Himachal Pradesh, à Jammu et à Delhi et a été adaptée pour écrire le braj bhasha, le khariboli, le sanskrit et le sindhi.

## Histoire
La gurmukhi a été créée au XVIe siècle par le guru Angad, deuxième guru sikh, qui proposa ainsi une écriture plus simple que celle du sanskrit afin de rendre plus accessible son enseignement. Ainsi, le Guru Granth Sahib, le recueil des enseignements sacrés des Sikhs, est entièrement écrit en gurmukhi. Dans les époques qui ont suivi, la gurmukhi est devenue la principale écriture utilisée pour les écrits littéraires des Sikhs.
Au XXe siècle, elle est devenue l'écriture officielle de la langue pendjabie orientale. Dans le Pendjab occidental, une forme d'écriture de l'ourdou, la shahmukhi est utilisée.

## Alphabet

### Consonnes
La gurmukhi comporte 35 lettres distinctes. Les trois premières lettres sont distinctes car elles servent de base pour des voyelles et ne sont pas des consonnes et, à l'exception d'aira, ne sont jamais utilisées seules.
| Nom | Nom    | Pron. | Nom | Nom      | Pron.  | Nom | Nom   | Pron. | Nom | Nom   | Pron. | Nom | Nom    | Pron. |
| --- | ------ | ----- | --- | -------- | ------ | --- | ----- | ----- | --- | ----- | ----- | --- | ------ | ----- |
| ੳ   | uṛa    | –     | ਅ   | æṛa      | ə seul | ੲ   | iṛi   | –     | ਸ   | səsa  | sa    | ਹ   | haha   | ha    |
| ਕ   | kəka   | ka    | ਖ   | kʰəkʰa   | kʰa    | ਗ   | gəga  | ga    | ਘ   | kəga  | kà    | ਙ   | ngənga | ŋa    |
| ਚ   | chəcha | t͡ʃa   | ਛ   | chʰəchʰa | t͡ʃʰa   | ਜ   | jəja  | d͡ʒa   | ਝ   | chəja | t͡ʃà   | ਞ   | neiia  | ɲa    |
| ਟ   | ṭenka  | ʈa    | ਠ   | ṭʰəṭʰa   | ʈʰa    | ਡ   | ḍenga | ɖa    | ਢ   | ṭəḍa  | ʈà    | ਣ   | ṇaṇa   | ṇa    |
| ਤ   | təta   | ta    | ਥ   | tʰətʰa   | tʰa    | ਦ   | dəda  | da    | ਧ   | təda  | tà    | ਨ   | nəna   | na    |
| ਪ   | pəpa   | pa    | ਫ   | pʰəpʰa   | pʰa    | ਬ   | bəba  | ba    | ਭ   | pəba  | pà    | ਮ   | məma   | ma    |
| ਯ   | yaiya  | ya    | ਰ   | rara     | ra     | ਲ   | ləla  | la    | ਵ   | vava  | ʋa    | ੜ   | ṛaṛa   | ɽa    |

Il existe également six autres consonnes absentes du Guru Granth Sahib et créées en plaçant un point (bindi) au pied (pair) de la consonne. Elles sont principalement utilisées pour écrire des mots d'emprunt à une autre langue :
| Nom | Nom               | Pron. |
| --- | ----------------- | ----- |
| ਸ਼   | Sussa pair bindi  | ʃa    |
| ਖ਼   | Khukha pair bindi | xa)   |
| ਗ਼   | Gugga pair bindi  | ɣa)   |
| ਜ਼   | Jujja pair bindi  | za    |
| ਫ਼   | Phupha pair bindi | fa    |
| ਲ਼   | Lalla pair bindi  | ɭa    |

Lalla pair bindi a été ajouté seulement récemment à l'alphabet gurmukhi et certaines sources ne la considèrent pas comme une lettre séparée.

#### Lettres souscrites
ਰ(r), ਵ(v) et ਹ(h) peuvent avoir une forme souscrite :
- la forme souscrite de ਰ(r) crée une double consonne : ਪਰ se prononce pər, ਪ(p) avec un ਰ(r) souscrit donne ਪ੍ਰ et se prononce prə ;
- la forme souscrite de ਵ(v) crée une double consonne : ਸਵ se pronconce səv, ਸ(s) avec ਵ(v) souscrit donne ਸ੍ਵ et se pronconce svə ;
- la forme souscrite de ਹ(h) est utilisée pour indiquer un ton montant quand il n'y a pas de voyelle (la forme entière ਹ remplit ce rôle en milieu de mot après une voyelle) : ਚ(ch) suivi de ੜ(ṛ) donne ਚੜ chəṛ mais ce n'est quavec le ton montant indiqué par le ਹ(h) souscrit que le mot se prononce correctement ਚੜ੍ਹ chə́ṛ, « grimper ».

## Voyelles
Le gurmukhi suit des principes similaires aux autres écritures brahmi : toutes les consonnes sont suivies d'un  'a' inhérent, sauf à la fin d'un mot). Cette voyelles inhérente peut être remplacée par des signes de voyelles attachés à une consonne. Dans les cas où les signes de voyelles dépendantes ne peuvent pas être utilisés - au début d'un mot ou d'une syllabe par exemple - un caractère de voyelle indépendante est utilisé à la place.
Les voyelles indépendantes sont construites en utilisant trois caractères de support : ura (ੳ), aira (ਅ) et iri (ੲ). À l'exception du aira (qui représente la voyelle 'a') ils ne sont jamais utilisés sans signes de voyelles supplémentaires.
| Voyelle | Voyelle | Voyelle  | Nom      | Nom     | Nom    | API |
| Ind.    | Dép.    | avec /k/ | Nom      | Unicode | Trans. | API |
| ------- | ------- | -------- | -------- | ------- | ------ | --- |
| ਅ       | (none)  | ਕ        | Muktā    | A       | a      | [ə] |
| ਆ       | ਾ        | ਕਾ        | Kannā    | AA      | ā      | [ɑ] |
| ਇ       | ਿ        | ਕਿ        | Sihārī   | I       | i      | [ɪ] |
| ਈ       | ੀ        | ਕੀ        | Bihārī   | II      | ī      | [i] |
| ਉ       | ੁ        | ਕੁ        | Onkaṛ    | U       | u      | [ʊ] |
| ਊ       | ੂ        | ਕੂ        | Dulankaṛ | UU      | ū      | [u] |
| ਏ       | ੇ        | ਕੇ        | Lāvā̃     | E       | ē      | [e] |
| ਐ       | ੈ        | ਕੈ        | Dulāvā̃   | AI      | e      | [ɛ] |
| ਓ       | ੋ        | ਕੋ        | Hōṛā     | O       | ō      | [o] |
| ਔ       | ੌ        | ਕੌ        | Kanōṛā   | AU      | o      | [ɔ] |

Exemples de voyelle :
| Mot | Transcription | Signification  |
| --- | ------------- | -------------- |
| ਆਲੂ  | ālū           | pomme de terre |
| ਦਿਲ  | dil           | cœur           |
| ਗਾਂ   | gã            | vache          |

### Autres signes

#### Nasalisation
Le bindi (ਂ) et le tippi (ੰ) sont utilisés pour la nasalisation. En général, le onkar (ੁ) et le dulankar (ੂ) prennent un bindi dans leurs formes initiales et le tippi quand ils sont utilisés après une consonne. Les autres voyelles courtes prennent un tippi et les autres voyelles longues prennent un bindi. Les anciens textes peuvent ne pas suivre ces conventions.

#### Gémination
L'utilisation du addak (ੱ) indique que la consonne suivante est géminée. Ce qui signifie que la consonne qui suit est doublée ou renforcée.

#### Halant
Le halant (੍) ou virāma n'est pas utilisé pour le pendjabi en gurmukhi. Toutefois, il peut être utilisé occasionnellement dans un texte sanskritisé ou des dictionnaires pour des informations supplémentaires de phonétique. Son utilisation indique la suppression de la voyelle inhérente :
- ਕ - Ka
- ਕ੍ - K

#### Visarg
Le symbole visarg (ਃ) est très rarement utilisé en gurmukhi. Il peut soit représenter une abréviation (comme le point en français) soit agir comme un visarga sanscrit où un 'h' dévoisé est prononcé après la voyelle.

### Chiffres
Le gurmukhî a son propre jeu de chiffres qui se comportent exactement comme les chiffres arabes. Ils sont utilisés intensivement dans les anciens textes. Dans les contextes modernes, ils tendent à être remplacés par les chiffres latins standards bien qu'ils soient encore largement utilisés.
| gourmoukhî  | ੦ | ੧ | ੨ | ੩ | ੪ | ੫ | ੬ | ੭ | ੮ | ੯ |
| arabo-latin | 0 | 1 | 2 | 3 | 4 | 5 | 6 | 7 | 8 | 9 |

Les nombres sont écrits en gourmoukhî de gauche à droite à partir du poids fort, comme avec les chiffres latins. En pendjabi, les fractions décimales sont séparées des unités par un point (comme en anglais) ou par un symbole d'unité monétaire ; les groupes de chiffres sont également le plus souvent séparés par des virgules, parfois aussi par des espaces fines, mais les groupements de chiffres suivent les conventions indiennes, avec 4 chiffres pour le groupement des unités, ou de 2 chiffres pour les autres groupements.

### Ek Omkar
Le Ek Omkar ੴ est un symbole gourmoukhî souvent utilisé dans la littérature sikh, comme rappel du monothéisme. C'est une ligature du chiffre gourmoukhî un et de l'abréviation du nom de Dieu. Il signifie littéralement « Dieu est Un ».

## Représentation informatique
L'écriture gourmoukhîe est encodée dans Unicode dans le bloc U+0A00 – U+0A7F depuis la version 1.1, avec quelques ajouts depuis dans ce même bloc.
| en fr  | 0 | 1 | 2 | 3 | 4 | 5 | 6 | 7 | 8 | 9 | A | B | C | D | E | F |
| ------ | - | - | - | - | - | - | - | - | - | - | - | - | - | - | - | - |
| U+0A00 |   | ਕਁ | ਕਂ | ਕਃ |   | ਅ | ਆ | ਇ | ਈ | ਉ | ਊ |   |   |   |   | ਏ |
| U+0A10 | ਐ |   |   | ਓ | ਔ | ਕ | ਖ | ਗ | ਘ | ਙ | ਚ | ਛ | ਜ | ਝ | ਞ | ਟ |
| U+0A20 | ਠ | ਡ | ਢ | ਣ | ਤ | ਥ | ਦ | ਧ | ਨ |   | ਪ | ਫ | ਬ | ਭ | ਮ | ਯ |
| U+0A30 | ਰ |   | ਲ | ਲ਼ |   | ਵ | ਸ਼ |   | ਸ | ਹ |   |   | ਕ਼ |   | ਕਾ | ਕਿ |
| U+0A40 | ਕੀ | ਕੁ | ਕੂ |   |   |   |   | ਕੇ | ਕੈ |   |   | ਕੋ | ਕੌ | ਕ੍ |   |   |
| U+0A50 |   | ਕੑ |   |   |   |   |   |   |   | ਖ਼ | ਗ਼ | ਜ਼ | ੜ |   | ਫ਼ |   |
| U+0A60 |   |   |   |   |   |   | ੦ | ੧ | ੨ | ੩ | ੪ | ੫ | ੬ | ੭ | ੮ | ੯ |
| U+0A70 | ਕੰ | ਕੱ | ੲ | ੳ | ੴ | ਕੵ | ੶ |   |   |   |   |   |   |   |   |   |